# Szymon Sajnok
Szymon Wojciech Sajnok (Kartuzy, 24 agosto 1997) è un ciclista su strada e pistard polacco, che corre per il team GKS Cartusia Kartuzy; professionista dal 2018, nello stesso anno è stato campione del mondo nell'omnium su pista.

## Palmarès

### Strada
- 2015 (Juniores)

2ª tappa Coupe du Président de la Ville de Grudziądz (Lisewo > Płużnica)
Campionati polacchi, Prova a cronometro Junior
- 2017 (Attaque Team Gusto, due vittorie)

Prologo Tour de Kumano (Shingū, cronometro)
2ª tappa Szlakiem Bursztynowym Hellena Tour (Opatówek, cronometro)
- 2018 (CCC Sprandi Polkowice, sei vittorie)

2ª tappa Szlakiem Bursztynowym Hellena Tour (Opatówek, cronometro)
Classifica generale Szlakiem Bursztynowym Hellena Tour
Prologo Dookoła Mazowsza (Varsavia > Varsavia, cronometro)
1ª tappa Dookoła Mazowsza (Kozienice > Kozienice)
2ª tappa Dookoła Mazowsza (Grodzisk Mazowiecki > Grodzisk Mazowiecki)
Classifica generale Dookoła Mazowsza
- 2019 (CCC Team, due vittorie)

1ª tappa Vuelta al Guadalentín (Puerto Lumbreras > Puerto Lumbreras)
Campionati polacchi, Prova a cronometro Under-23

#### Altri successi
- 2017 (Attaque Team Gusto)

Classifica sprint International Tour of Rhodes
- 2018 (CCC Sprandi Polkowice)

Classifica a punti Szlakiem Walk Majora Hubala
Classifica giovani Dookoła Mazowsza
- 2019 (CCC Team)

3ª tappa Hammer Stavanger (Stavanger)

### Pista
- 2016

Grand Prix of Poland, Omnium Under-23 (Pruszków)
Grand Prix of Poland, Inseguimento a squadre Under-23 (Pruszków, con Alan Banaszek, Michał Rzeźnicki e Daniel Staniszewski)
Grand Prix of Poland, Scratch Under-23 (Pruszków)
Track Cycling Challenge, Corsa a punti (Grenchen)
Trofeu Literio Augusto Marques, Inseguimento individuale (Anadia)
Trofeu Literio Augusto Marques, Omnium (Anadia)
1ª prova Coppa del mondo 2016-2017, Omnium (Apeldoorn)
- 2017

3ª prova Coppa del mondo 2016-2017, Omnium (Los Angeles)
Campionati polacchi, Corsa a punti
Campionati polacchi, Scratch
Campionati polacchi, Omnium
- 2018

Campionati del mondo, Omnium

#### Altri successi
- 2017

Classifica generale Coppa del mondo 2016-2017, Omnium

### Ciclocross
- 2014-2015

Campionati polacchi, Prova Juniores

## Piazzamenti

### Grandi Giri
- Vuelta a España

2019: 142º

### Classiche monumento
- Milano-Sanremo

2022: 129º
- Giro delle Fiandre

2022: 93º
2024: ritirato
- Parigi-Roubaix

2021: 83º
2022: 107º

### Competizioni mondiali
- Campionati del mondo su strada

Ponferrada 2014 - Cronometro Junior: 17º
Richmond 2015 - Cronometro Junior: 19º
Richmond 2015 - In linea Junior: 75º
Bergen 2017 - Cronometro Under-23: 24º
Bergen 2017 - In linea Under-23: 107º
Innsbruck 2018 - Cronosquadre: 9º
Yorkshire 2019 - In linea Under-23: 17º
- Campionati del mondo su pista

Hong Kong 2017 - Inseguimento a squadre: 9º
Hong Kong 2017 - Inseguimento individuale: 12º
Hong Kong 2017 - Omnium: 8º
Apeldoorn 2018 - Inseguimento a squadre: 10º
Apeldoorn 2018 - Omnium: vincitore
Pruszków 2019 - Inseguimento a squadre: 7º
Pruszków 2019 - Omnium: 18º
Roubaix 2021 - Inseguimento a squadre: 8º
St. Quentin-en-Yv. 2022 - Inseguimento a squadre: 12º
- Giochi olimpici

Tokyo 2020 - Omnium: 16º
Tokyo 2020 - Americana: 8º

### Competizioni europee
- Campionati europei su strada

Nyon 2014 - Cronometro Junior: 18º
Nyon 2014 - In linea Junior: 74º
Tartu 2015 - Cronometro Junior: 20º
Tartu 2015 - In linea Junior: 12º
Herning 2017 - In linea Under-23: 117º
Glasgow 2018 - In linea Elite: ritirato
Alkmaar 2019 - In linea Elite: 20º
Limburgo 2024 - Staffetta mista: 4º
Limburgo 2024 - In linea Elite: 76º
- Campionati europei su pista

Montichiari 2016 - Inseguimento a squadre Under-23: 8º
Montichiari 2016 - Omnium Under-23: 2º
Saint-Quentin-en-Yvelines 2016 - Inseguimento individuale: 8º
Berlino 2017 - Inseguimento a squadre: 6º
Berlino 2017 - Omnium: 4º
Glasgow 2018 - Inseguimento a squadre: 5º
Glasgow 2018 - Omnium: 4º
Apeldoorn 2019 - Inseguimento a squadre: 8º
Grenchen 2023 - Inseguimento a squadre: 8º
Grenchen 2023 - Omnium: 11º
Grenchen 2023 - Americana: 11º
- Campionati europei di ciclocross

Lorsch 2014 - Juniores: 31º